# Woonerf
Der Begriff Woonerf (deutsch: Wohnhof) bzw. seit Juli 1988 Erf (deutsch: Hof) bezeichnet ein in den Niederlanden in den 1970er Jahren entwickeltes Konzept zur Verkehrsberuhigung. Dabei werden Straßenräume in vorwiegend urbanen Wohngebieten als Mischverkehrsfläche angelegt und einer besonderen Gestaltung unterzogen. Fuß- und Kraftfahrzeugverkehr sind dabei nicht eindeutig getrennt und müssen aufeinander Rücksicht nehmen. Demzufolge verlieren die Kraftfahrzeuge ihre Vorrangstellung und müssen ihre Geschwindigkeit an die gegebenen Umstände anpassen.
Das Woonerf-Prinzip war international ein vielbeachtetes Vorbild und wurde von anderen Ländern aufgegriffen, etwa in den 1980er Jahren mit der Einführung des Verkehrsberuhigten Bereichs in Westdeutschland. Auch neuere Ansätze wie Shared Space oder das Berner Modell (Begegnungszone) berufen sich im weitesten Sinne auf den Woonerf.

## Geschichte
Im Jahr 1963 veröffentlichte der britische Stadtplaner Colin Buchanan den Bericht „Traffic in Towns“, in dem er für das Ministry of Transportation Lösungsansätze für städtische Verkehrsprobleme und steigenden Pkw-Besitz in Großbritannien skizzierte. Dabei unterstützte er vehement das Trennungsprinzip (Segregation), zeigte aber auch Möglichkeiten der stadtverträglichen Mischung der Verkehre auf. Weil das Ministerium stark mit dem Gedanken der Segregation sympathisierte, schien eine breite Umsetzung des Alternativvorschlages in Großbritannien unwahrscheinlich.
Stattdessen fühlte sich der niederländische Stadtplaner Niek de Boer von Buchanans Ansätzen inspiriert und ersann integrierte Wohnstraßen, in denen Anwohner den öffentlichen Straßenraum wieder in Anspruch nehmen. Der Entwicklung war in den Niederlanden die Erkenntnis vorausgegangen, dass Straßen in Wohngebieten oftmals unsicher sind, keine Aufenthaltsqualität bieten und angesichts der Größe der beanspruchten Flächen verhältnismäßig einseitig genutzt werden. Die Gehwege und Fahrbahnen gestaltete de Boer als eine Ebene und Verkehrsregeln ersetzte er durch eine räumliche Gestaltung mittels Pflanzen, Bänken und Pollern.
Diese Straßen würden den Fahrer dazu anhalten, die Geschwindigkeit zu reduzieren und verstärkt auf Fußgänger und Fahrradfahrer Rücksicht zu nehmen. In den 1960er Jahren wurde im südholländischen Delft ein Pilotversuch durchgeführt, weswegen teilweise auch vom „Delfter Modell“ gesprochen wird. Durch die positiven Erfahrungen wurden von der niederländischen Regierung 1976 Gestaltungsrichtlinien festgelegt. In den nächsten sieben Jahren entstanden 2.700 Woonerven im ganzen Land.

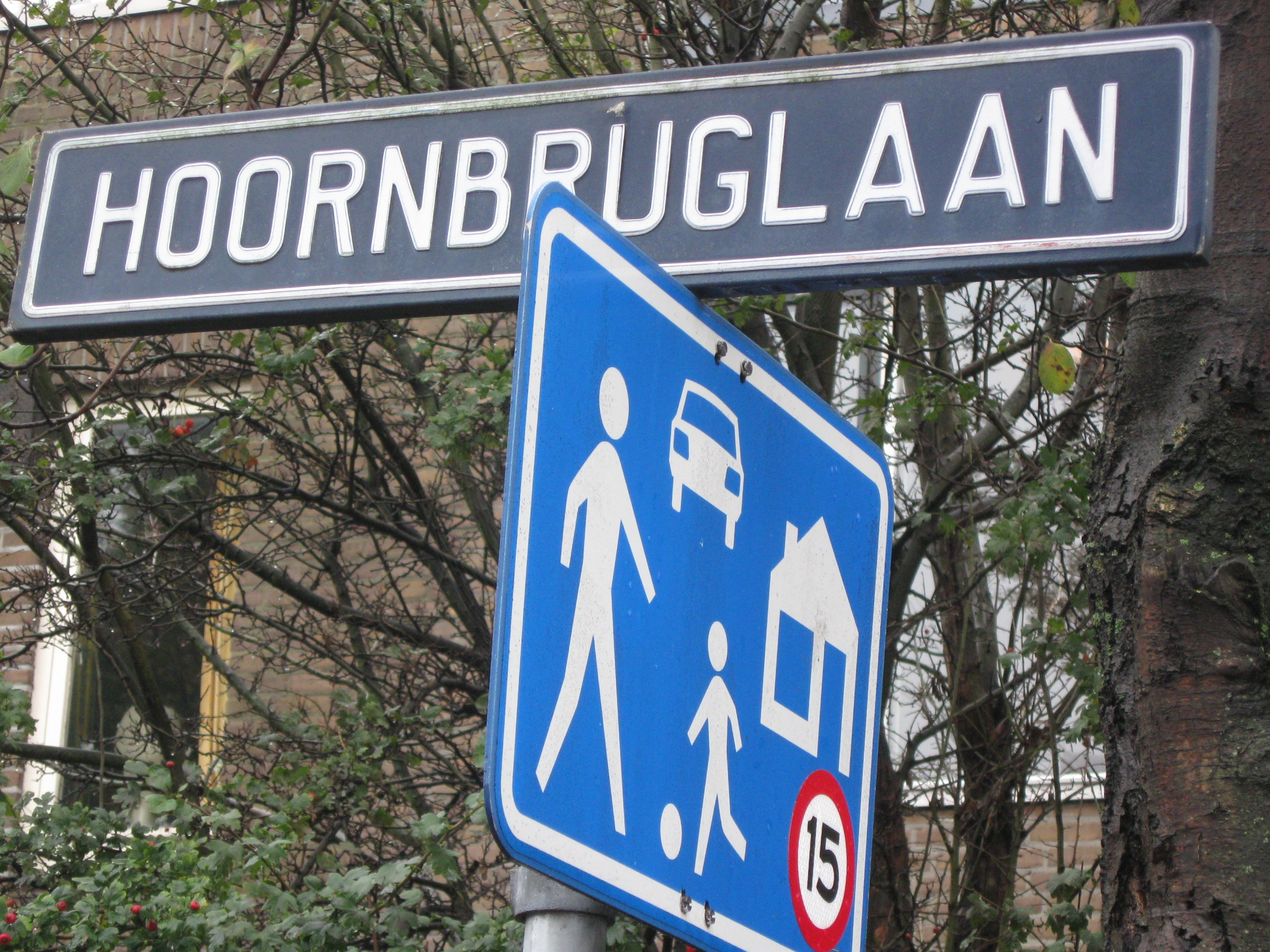
Erf-Schild mit Tempo-15-Aufkleber in Rijswijk, Südholland

Im Rahmen einer Reform der Straßenverkehrsordnung im Jahr 1988 wurde der Woonerf in Erf umbenannt und mit einem größeren Anwendungsgebiet versehen. Seitdem kann das Verkehrskonzept auch in Stadtzentren, Einkaufszentren und Bahnhofsbereichen eingesetzt werden. Durch den Erfolg der Begegnungszone in der Schweiz, in Frankreich, Belgien und seit 1. April 2013 auch in Österreich schickte das Netzwerk woonERFgoed (deutsch: Woonerf gut) im Juli 2012 eine Petition an die Zweite Kammer der Generalstaaten mit dem Anliegen, die ungenaue Angabe „Schrittgeschwindigkeit“ durch Tempo 15 zu ersetzen. Anlass war ein entsprechender Antrag der Gemeinde Rijswijk, wo einige Schilder bereits überklebt wurden.